# Longin (Krčo)
Longin, imię świeckie Momir Krčo (ur. 29 września 1955 w Olowie) – serbski biskup prawosławny.

## Życiorys
Absolwent seminarium duchownego przy monasterze Krka (dyplom w 1975). Jako słuchacz ostatniego roku seminarium, 11 lutego 1975, wstąpił do tegoż klasztoru, składając wieczyste śluby zakonne przed biskupem dalmatyńskim Stefanem. W tym samym roku z rąk tegoż hierarchy przyjął święcenia diakońskie, a następnie kapłańskie. W latach 1975–1979 kontynuował naukę teologii na wyższych studiach w Moskiewskiej Akademii Duchownej.
Po powrocie do Jugosławii został zatrudniony jako wykładowca w seminarium, które sam wcześniej ukończył. W 1985 został nominowany na wikariusza patriarchy serbskiego. Jego chirotonię biskupią przeprowadził patriarcha serbski German w asyście metropolity rostowskiego i nowoczerkaskiego Włodzimierza, biskupa dalmatyńskiego Mikołaja oraz biskupa zwornicko-tuzlańskiego Bazylego. W maju roku następnego objął katedrę australijską i nowozelandzką, gdzie wzniósł kilka nowych cerkwi. W 1992 został przeniesiony na katedrę dalmatyńską. W związku z konfliktem serbsko-chorwackim nie mógł zająć dotychczasowej rezydencji biskupiej w Szybeniku, zamieszkał w monasterze Krka i ponownie rozpoczął prowadzenie wykładów w seminarium duchownym działającym przy klasztorze. W sierpniu 1995 biskup Longin musiał razem z całą wspólnotą monastyczną i seminarium przenieść się do Divčibare k. Valjeva. Nie mając możliwości zarządzania eparchią dalmatyńską, biskup Longin pomagał w pracy duszpasterskiej biskupowi šabackiemu Laurentemu. Otoczył opieką duszpasterską serbskich uchodźców.
W 1997 został skierowany do pracy duszpasterskiej w eparchii amerykańskiej i kanadyjskiej metropolii Nowej Gračanicy, jako jej biskup pomocniczy. Dwa lata później został wybrany na jej ordynariusza i 14 października 1999 intronizowany. W 2009, po reorganizacji serbskich administratur kościelnych w Ameryce, został ordynariuszem nowo erygowanej eparchii Środkowej Ameryki.